# コロンビアの副大統領
コロンビアの副大統領（コロンビアのふくだいとうりょう、スペイン語: Vicepresidente de la República de Colombia）は、コロンビア共和国において大統領に次いで官位の高い役職である。憲法の規定により、大統領が職務不能となった場合は大統領代行として職務を全うする。

## 一覧
| 氏名                               | 画像 | 任期                         | 政党                                    | 大統領                                 |
| ---------------------------------- | ---- | ---------------------------- | --------------------------------------- | -------------------------------------- |
| エリゼオ・パヤン                   |      | 1886年4月1日 - 1888年2月8日  | 自由党                                  | ラファエル・ヌニェス（国民党）         |
| ミゲル・アントニオ・カロ           |      | 1892年8月7日 - 1894年9月18日 | 国民党                                  | ラファエル・ヌニェス（国民党）         |
| ホセ・マヌエル・マロキン           |      | 1898年8月7日 - 1900年7月31日 | 保守党                                  | マヌエル・アントニオ・サンクレメンテ   |
| ラモン・ゴンサレス・バレンシア     |      | 1904年8月7日 - 1905年3月10日 | 保守党                                  | ラファエル・レジェス                   |
| ファビオ・ビジェガス               |      | 1991年8月7日 - 1994年8月7日  | 自由党                                  | セザール・ガヴィリア                   |
| ウンベルト・デ・ラ・カレ           |      | 1994年8月7日 - 1996年9月10日 | 自由党                                  | エルネスト・サムペル                   |
| カルロス・レモス・シモンズ         |      | 1996年8月7日 - 1998年8月7日  | 自由党                                  | エルネスト・サムペル                   |
| グスタボ・ベル                     |      | 1998年8月7日 - 2002年8月7日  | 自由党フロンティア/グレートアライアンス | アンドレス・パストラーナ（保守党）     |
| フランシスコ・サントス・カルデロン |      | 2002年8月7日 - 2010年8月7日  | 第1コロンビア党                         | アルバロ・ウリベ・ベレス               |
| アンジェリーノ・ガルソン           |      | 2010年8月7日 - 2014年8月7日  | 国民統一社会党                          | フアンマヌエル・サントス・カルデロン   |
| ゲルマン・バルガス・ジェラス       |      | 2014年8月7日 - 2017年3月21日 | 国民統一党                              | フアン・マヌエル・サントス・カルデロン |
| オスカー・ナランホ                 |      | 2017年3月29日 - 2018年8月7日 | 独立党                                  | フアン・マヌエル・サントス・カルデロン |
| マルタ・ルシア・ラミレス           |      | 2018年8月7日 - 2022年8月7日  | 中央民主党                              | イバン・ドゥケ                         |
| フランシア・マルケス               |      | 2022年8月7日 - 現職          | 私は私達がいるから                      | グスタボ・ペトロ                       |